# Clusiodes nigrifrons
Clusiodes nigrifrons är en tvåvingeart som beskrevs av Frey 1960. Clusiodes nigrifrons ingår i släktet Clusiodes och familjen träflugor.
Artens utbredningsområde är Myanmar. Inga underarter finns listade i Catalogue of Life.